# Alur, Mundargi
Alur là một làng thuộc tehsil Mundargi, huyện Gadag, bang Karnataka, Ấn Độ.